# Anke Naujokat
Anke Naujokat (* 1972 in Kirchhellen) ist eine deutsche Architekturhistorikerin.

## Leben
Naujokat studierte von 1992 bis 1999 Architektur und Baugeschichte an der RWTH Aachen und der Universität Florenz. Sie schloss 1999 ihr Studium mit Auszeichnung ab und erhielt die Springorum-Denkmünze der RWTH Aachen sowie den 1. Preis der Hünnebeck-Stiftung. Von 1999 bis 2002 war Naujokat wissenschaftliche Mitarbeiterin am Lehrstuhl für Baugeschichte der RWTH Aachen. Nach einem mehrjährigen Forschungsaufenthalt am Kunsthistorischen Institut in Florenz und einer Tätigkeit als freie Autorin und Architekturkritikerin lehrte sie von 2006 bis 2014 Baugeschichte, Architekturtheorie und Denkmalpflege an der FH Aachen. Zwischenzeitlich promovierte sie im Jahr 2008 mit einer Arbeit zum Heiliggrabtempietto von L. B. Alberti in Florenz und erhielt den Friedrich-Wilhelm-Preis sowie die Borchers-Plakette der RWTH Aachen. Seit 2014 ist sie an der RWTH Aachen Professorin an ihrem Lehrstuhl für Architekturgeschichte.

## Schriften (Auswahl)
- Pax et concordia. Das Heilige Grab von Leon Battista Alberti als Memorialbau des Florentiner Unionskonzils 1439–1443. Freiburg im Breisgau 2006, ISBN 3-7930-9457-X.
- mit Jan Pieper und Anke Kappler: Jerusalemskirchen. Mittelalterliche Kleinarchitekturen nach dem Modell des Heiligen Grabes. Katalog zur Ausstellung. Aachen 2011, ISBN 978-3-943164-01-5.
- Non est hic. Leon Battista Albertis Tempietto in der Cappella Rucellai. Aachen 2011, ISBN 978-3-943164-00-8.
- (Hg.): Dom zu Aachen. Architektur und Geschichte. Aachen 2014, ISBN 978-3-943164-09-1.